# Ambrakia (Tochter des Phorbas)
Ambrakia (altgriechisch Ἀμβρακία Ambrakía) ist eine Person der griechischen Mythologie.
Laut Stephanos von Byzanz war sie die Tochter des Heliossohnes Phorbas oder die Tochter des Aigeus, dem Sohn des Phorbas. Mit Mesolas verheiratet, war sie die Mutter des Dexamenos, nach dem die Stadt Dexamenai im Herrschaftsbereich von Ambrakia benannt worden sei. Sie zählt neben anderen Trägerinnen ihres Namens zu den Eponymen der Stadt Ambrakia.